# Evropská vzdělávací politika
Evropská vzdělávací politika je doplňující politikou Evropské unie. Nezasahuje tedy přímo do vzdělávacích politik jednotlivých členských států, je omezena pouze na jejich podporu. Tato podpora spočívá především ve finanční pomoci jednotlivým zemím a regionům, může se ale také jednat o udělování doporučení, nebo poskytnutí rámce pro spolupráci členských zemí.
Systém vnitrostátní politiky je tedy přenechán jednotlivým státům, Evropská unie zastává pouze podpůrnou roli. V rámci strategií pro výměnu osvědčených postupů a vzájemného učení mezi členskými zeměmi Evropská unie vymezuje oblasti, na které by se země měly soustředit. Aktuální rámec spočívá v:
- realizování programu celoživotního vzdělávání a mobility,
- posílení kreativity, inovací a podnikatelského ducha,
- zlepšení kvality a účinnosti systémů vzdělávání a odborné přípravy,
- prosazování spravedlivosti, sociální soudružnosti a aktivního občanství.[2]

Evropskou vzdělávací politiku iniciovalo již Evropské hospodářské společenství (EHS), které si bylo vědomo výhod, které přicházejí s kvalifikovanou a vzdělanou pracovní sílou. Zajištěním kvalitních pracovníků by měla Evropa jako celek možnost posílit ekonomiku lokálních států, potažmo svou vlastní, jakožto subjektu EHS, později EU, a také vylepšit svou konkurenceschopnost. Vyšší vzdělání, a především znalost jazyků, také dovoluje lepší mobilitu občanů, díky tomu by mohly členské státy svou pracovní sílu mezi sebou sdílet. To by umožnilo předání expertízy v mnoha oblastech. Taktéž byl, a stále je, kladen apel na zaměstnatelnost absolventů jednotlivých evropských škol.

## Organizační struktura
Evropskou vzdělávací politiku má na starost hlavně eurokomisař pro inovace, výzkum, kulturu, vzdělávání a mládež. V některých případech pravomoci přecházejí na eurokomisaře pro pracovní místa a sociální práva. Exekutivou jsou v oblasti vzdělávací politiky generální ředitelství Vzdělání, mládež, sport a kultura (EAC) a generální ředitelství Zaměstnanost, sociální věci a sociální začleňování (EMPL). Dále je do procesu zapojena například Výkonná agentura pro vzdělání, kulturu a audiovizuální oblast (EACEA).

## Dokumenty evropské vzdělávací politiky
Lisabonská strategie, která byla schválena v roce 2000, obsahovala cíle v oblasti vzdělávání a odborné přípravy, které pomohou EU se stát nejvyspělejší ekonomikou světa do roku 2010. Součástí této strategie je program Vzdělávání a odborná příprava 2010. Po skončení tohoto programu byl v roce 2009 přijat Strategický rámec pro vzdělávání a odbornou přípravu 2020. Ministři školství členských zemí přijali tento dokument se čtyřmi strategickými cíli, mezi které patří realizace celoživotního učení a mobility, zlepšení kvality a efektivity vzdělávání a odborné přípravy, prosazení spravedlivého, sociálně soudržného a aktivního občanství a zlepšení kreativity a inovací, a to včetně podnikatelských schopností, na všech úrovních vzdělání a odborné přípravy.
Spolupráce je i pro tento Strategický rámec pro všechny země dobrovolná. Vytyčuje si základní pravidla a procesy, jako je vazba na výzkum a zaměstnanost a nutnost spolupráce s mezinárodními organizacemi a třetími zeměmi. Dále klade velký důraz na flexibilitu, která musí opatření provázet. Hlavními body, na které se soustředí jsou shrnuty v tzv. evropských referenčních kritériích. Obsahují, čeho by měly dané státy nejlépe docílit do roku 2020:
- alespoň 15 % dospělých by se mělo zapojit do různých forem celoživotního učení;
- podíl patnáctiletých žáků, kteří mají problémy se čtením, matematikou a přírodními vědami, měl být nižší než 15 %;
- podíl osob ve věku od 30 do 34 let s dokončeným terciárním vzděláním měl činit minimálně 40 %;
- podíl osob předčasně ukončujících vzdělávání a odbornou přípravu měl být nižší než 10 %;
- předškolního vzdělávání by se mělo účastnit alespoň 95 % dětí ve věku od 4 let
- alespoň 20 % absolventů vysokoškolského studia by měli část studia dostudovat v zahraničí
- 6 % lidí ve věku 18–34 let, kteří absolvovali základní kurz odborné přípravy, by mělo část odborné přípravy uskutečnit v zahraničí;
- podíl absolventů, kteří dokončili studium a podařilo se jim najít zaměstnání, by se mělo zvýšit na alespoň 82 %.[7]

Evropská komise ve svém sdělení z roku 2018 Budování silnější Evropy: úloha politik týkajících se mládeže, vzdělávání a kultury věnuje druhému balíčku iniciativ, který zdůrazňuje, jaký význam má vzdělávání, mládež a kultura pro formování evropské budoucnosti. Komise vznáší opatření na podporu členských států v oblasti rozmanitosti, mobility, migrace, globalizace a technologických změn. Usiluje o vytvoření Evropského prostoru vzdělávání, který usnadní mobilitu a přeshraniční spolupráci, podpoří reformy a plně využije dostupné nástroje a programy jako program Erasmus+ a pokračování Evropského sboru solidarity, kde bude posilovat mládež ve vzdělávání, školení a poznávání kultury.